# 우슈보
우슈보(중국어: 吴秀波, 병음: Wú Xiùbō, 한자음: 오수파, 1968년 9월 5일 ~ )는 중국의 배우이다. 베이징시 출신으로 중앙희극학원을 나왔다. 영화 《시절인연》(2013), 《북 오브 러브》(2016)에서 탕웨이의 상대 역을 맡았다. 드라마 《정충악비》에도 출연하였다.

## 출연작 목록

### 영화
| 연도 | 제목                   | 원제                     | 배역            | 비고 |
| ---- | ---------------------- | ------------------------ | --------------- | ---- |
| 2012 | 인산인해               | 人山人海                 |                 |      |
| 2012 | 사대명포               | 四大名捕                 | 안스겅          |      |
| 2013 | 시절인연               | 北京遇上西雅图           | 하오즈 / 프랭크 |      |
| 2013 | 사대명포 2             | 四大名捕2                | 안스겅          |      |
| 2014 | 사대명포 3: 종극대결전 | 四大名捕3                | 안스겅          |      |
| 2016 | 북 오브 러브           | 北京遇上西雅图之不二情书 | 대니얼 뤄       |      |

### 텔레비전 드라마
- 정충악비 - 고총
- 사마의-미완의 책사 - 사마의
- 사마의-최후의 승자 - 사마의